# Nystatyna
Nystatyna – wielofunkcyjny organiczny związek chemiczny, antybiotyk polienowy o działaniu przeciwgrzybiczym, wyodrębniony z hodowli promieniowców Streptomyces noursei. Nystatyna działa przez wiązanie się z błonami komórkowymi, zwiększa się przepuszczalność między innymi dla K+, co prowadzi do zaburzeń metabolicznych w komórkach grzybów i ich śmierci.

## Wskazania
Nystatyna jest stosowana w leczeniu zakażeń grzybiczych wrażliwymi na ten antybiotyk grzybami, zwłaszcza kandydozy jamy ustnej, przewodu pokarmowego, układu moczowo-płciowego, skóry, gałek ocznych, a także w profilaktyce zakażeń grzybiczych po leczeniu antybiotykami o szerokim spektrum działania oraz u chorych na nowotwory złośliwe (np. białaczki), przygotowywanych do zabiegów operacyjnych.
Nystatyna nie ma działania przeciwbakteryjnego ani przeciwpierwotniakowego.
Stosuje się głównie na skórę i błony śluzowe. Nie rozkłada się i właściwie nie wchłania z przewodu pokarmowego (wydalana jest głównie z kałem).

## Działanie niepożądane
Może powodować nudności, wymioty, a w większych dawkach biegunkę.

## Postać farmaceutyczna
Występuje w formie tabletek doustnych, granulatu do przygotowywania zawiesiny doustnej i do stosowania w jamie ustnej oraz w formie tabletek dopochwowych.